# Vzhůru na prázdniny
Vzhůru na prázdniny (v anglickém originále Kamp Krusty) je 1. díl 4. řady (celkem 60.) amerického animovaného seriálu Simpsonovi. Scénář napsal David M. Stern a díl režíroval Mark Kirkland. V USA měl premiéru dne 24. září 1992 na stanici Fox Broadcasting Company a v Česku byl poprvé vysílán 29. dubna 1994 na stanici ČT1. Na tento díl navazuje po téměř 25 letech díl Vzhůru z prázdnin (16. díl 28. řady).

## Děj
Bart a Líza jsou nadšeni z nadcházející návštěvy letního tábora Kamp Krusty, který vede Šáša Krusty. Homer podmiňuje Bartovu návštěvu tím, že na vysvědčení bude mít průměr alespoň 3. Poté, co Bart dostane od Edny Krabappelové z každého předmětu 4, přepíše si známky na samé jedničky. Homer Barta pokárá za to, že nefalšuje známky věrohodně, ale přesto mu dovolí zúčastnit se tábora, protože považuje Bartovo nedodržení jejich dohody za jeho chybný odhad a protože stejně nechtěl, aby se tu Bart poflakoval celé léto. 
Ředitel tábora, pan Black, má od komika licenci na Krustyho jméno. Táborníci brzy zjistí, že Kamp Krusty je dystopie: místní rváči Dolph, Jimbo a Kearney jsou táboroví poradci, již berou děti na pochody smrti, krmí je jen kaší a nutí je vyrábět napodobeniny peněženek na vývoz, zatímco sami si užívají luxusního ubytování. 
Mezitím si Homer a Marge užívají léto o samotě. Homer dokonce zhubne a získá zpět část svých ztracených vlasů. Líza v dopise rodičům popisuje kruté podmínky v táboře, ale ti si myslí, že přehání a že se vlastně baví. Bart doufá, že je Krusty zachrání, ale Krusty je na návštěvě Anglie na tenisovém turnaji ve Wimbledonu a o krutých podmínkách v táboře neví. 
Aby pan Black uklidnil neklidné táborníky, oznámí jim, že Krusty přijel. Představí opilého Barneyho převlečeného za Krustyho, ale děti se touto lstí nepodaří oklamat. Bart vede táborníky ke vzpouře, vyžene pana Blacka a tyrany a změní název tábora na Camp Bart. Během televizní reportáže Kenta Brockmana Bart vysvětluje, že povstání vyvolaly žalostné podmínky v táboře. Stres z toho, že vidí Barta jako vůdce vzpoury, způsobí, že Homerovi okamžitě vypadají odrostlé vlasy a znovu nabere ztracenou váhu. 
Krusty je odvolán z dovolené, aby se zabýval podmínkami na táboře. Táborníci nevěří, že je to skutečný Krusty, dokud pátrání neodhalí jeho výrazné mateřské znaménko, jizvu po kardiostimulátoru a nadbytečnou třetí bradavku. Krusty se dětem omluví za jejich utrpení a vysvětlí, že ho pan Black a jeho nohsledi podplatili sklápěčkou plnou peněz. Jako kompenzaci vezme Krusty táborníky na „nejšťastnější místo na světě“, do Tijuany v Mexiku.

## Produkce
S nápadem, že by děti měly jet na tábor, který vede Krusty, poprvé přišel David M. Stern. Animátoři byli natáčením této epizody nadšeni, protože všichni jako děti jezdili na letní tábory, a mysleli si, že to bude zábavná epizoda. Scenáristy také napadlo, že „by bylo zábavné, kdyby v době, kdy jsou děti pryč, Homer a Marge zjistili, že jak jsou děti nešťastné, jejich manželství je lepší než kdy jindy“. Rozvržení chatky Barta a Lízy ovlivnil režisér Mark Kirkland, který jako dítě jezdil na skautský tábor, kde byly obnažené dráty a další podobné závady. Kirkland si byl také jistý, že se postava pana Blacka později v seriálu znovu objeví, ale nikdy se tak nestalo. Al Jean to komentoval slovy: „Myslím, že ten hydrofoil pana Blacka ze seriálu opravdu navždy dostal.“.
Poté, co James L. Brooks viděl dokončený díl, zavolal scenáristům a navrhl, aby scénář epizody Vzhůru na prázdniny použili jako dějovou linku pro film. Epizoda však byla velmi krátká, a aby se sotva vešla do minimálního času, musela být píseň „Kamp Krusty“ prodloužena o několik slok. Díl byl také vybrán jako premiéra řady, což situaci ještě více zkomplikovalo. Jak řekl Jean Brooksovi: „Zaprvé, když to dáme do filmu, tak nemáme premiéru, a zadruhé, když z téhle epizody nedokážeme udělat 18 minut, jak jich máme udělat 80?“.
Spolu s následující epizodou Tramvaj do stanice Marge byl díl Vzhůru na prázdniny pozůstatkem z výroby předchozí řady. Byla to poslední epizoda, která byla v této řadě vyrobena, a tedy poslední animovaná ve společnosti Klasky Csupo, než producenti seriálu Gracie Films přesunuli jeho domácí produkci do společnosti Film Roman.

## Kulturní odkazy
Některé prvky zápletky jsou převzaty z písně Allana Shermana „Hello Muddah, Hello Fadduh“, písně o dítěti, jež jelo na tábor a nenávidělo ho. Píseň byla později použita v dílu Nemáš se čím chlubit, Marge a inspirovala anglický název pozdější epizody Všechna sláva polní tráva. Nápad na píseň, kterou zpívají děti, pochází z televizního pořadu z 60. let s názvem Camp Runamuck, jehož znělka je podobná písni „Kamp Krusty“.
Scéna, v níž Líza dává láhev whisky muži na koni (platba za doručení dopisu), je odkazem na scénu Meryl Streepové z filmu Francouzova milenka. Některé aspekty epizody jsou odkazem na román Pán much (prasečí hlava na kopí, děti používající primitivní zbraně a oblečené do válečných barev a hořící podobizna).
Scéna, v níž Kearney tluče na buben, aby donutil táborníky pracovat v robotárně, je převzata ze scény z otrokářské galéry ve filmu Ben Hur z roku 1959. Díl končí písní „South of the Border“. Podle komentáře na DVD píseň nezpívá Frank Sinatra, ale jiný umělec, jenž se za něj vydává.

## Přijetí
V původním vysílání se díl umístil na 24. místě ve sledovanosti v týdnu od 21. do 27. září 1992 s ratingem 13,5, což odpovídá přibližně 12,6 milionu domácností. V tom týdnu se jednalo o nejsledovanější pořad na stanici Fox.
Nathan Rabin z The A.V. Clubu udělil epizodě hodnocení A a uvedl, že díl úžasným způsobem zahájil 4. řadu Simpsonových.
Warren Martyn a Adrian Wood, autoři knihy I Can't Believe It's a Bigger and Better Updated Unofficial Simpsons Guide, měli na díl smíšené názory. Uvedli, že je „pro neameričany neznalé systému letních táborů trochu matoucí, ale přesto prvotřídní záležitost. Každý, kdo někdy pracoval jako vychovatel na takovém místě, může potvrdit autentičnost této epizody.“
Nathan Ditum z Total Filmu označil odkaz na film Ben Hur v tomto dílu za 31. největší filmovou referenci v historii seriálu.